# Гњезно
Гњезно (пољ. Gniezno) град је у западном делу централне Пољске у Великопољском војводству. Значајан је као прва историјска престоница Пољске. Налази се око 50 km источно од Познања. У граду је 2008. живело 69.716 људи.
.

## Историја
Први археолошки налази о људским насељима на овом подручју потичу из касног палеолита. Рана словенска насеља на брду Лех и Девојачком брду потичу из 8. века. Почетком 10. века овде су се налазила светилишта религије старих Словена. Војводско утврђење подигнуто је пре 940. на брду Лех и окружено са утврђеним насељима.

### Легенда о Леху, Чеху и Русу
По пољској верзији легенде: три брата Лех, Чех и Рус су истраживали дивље пределе да би нашли место где би се населили. Изненада, угледали су брдо на чијем врху је био стари храст са орлом на врху. Лех је рекао: узећу белог орла за симбол мог народа, а око храста ћу изградити своје утврђење које ћу звати Гњезно по орловом гнезду (пољ. gniazdo). Друга двојица браће отишла су даље у потрагу за земљом у којој ће населити свој народ. Чех се упутио на југ (где је основао Чешке земље), док је Рус отишао на исток (да створи Русију и Украјину).

### Гњезно као пољски краљевски град
У 10. веку Гњезно је постало једно од три главна града ране династије Пјаст, оснивача пољске државе. Ту је године 1000. одржан Конгрес у Гњезну, током којег је војвода Пољске Болеслав I Храбри примио цара Светог римског царства Отона III. Цар и пољски војвода су прославили оснивање пољске надбискупије у Гњезну.
У Гњезну су крунисани пољски краљеви Болеслав I 1024. и његов син Мјешко II 1025. Чешки војвода Братислав I освојио је, опљачкао и уништио Гњезно и Познањ 1038. Због тога је пољска престоница премештена у Краков. Надбискупску катедралу саградио је краљ Болеслав II, који је ту крунисан 1076. Краљеви су овде крунисани још 1295. и 1300.

### Регионални центар
Град су уништили тевтонски витезови 1331. После административне реформе Гњезно је постао округ у Калишком војводству, што је остао до 1768. Гњезно су погодили пожари 1515. и 1613, уништен је током Шведских инвазија у 17. и 18. веку, а куга је погодила град 1708—1710. Све ово је утицало на економско заостајање града. Године 1768. основано је Војводство Гњезно. Пруска је освојила Гњезно 1793. током Друге деобе Пољске. Налазио се у провинцији Јужна Пруска. После Првог светског рата, 1920, Гњезно је додељено новоствореној Републици Пољској (Друга Пољска република).

## Демографија
| 1946.  | 1950.  | 1960.  | 1970.  | 1980.  | 2000.  | 2005.  | 2010.  | 2012.  |
| ------ | ------ | ------ | ------ | ------ | ------ | ------ | ------ | ------ |
| 30.292 | 36.039 | 44.080 | 50.926 | 62.392 | 71.562 | 70.145 | 69.526 | 70.141 |

## Партнерски градови
- Шпејер
- Естергом
- Анањи
- Фалкенберг
- Радвилишкис
- Сен Мало
- Умањ
- Veendam
- Сергијев Посад
- Роскилде